# Robbie Robertson
Robbie Robertson, właśc. Jaime Royal Robertson (ur. 5 lipca 1943 w Toronto, zm. 9 sierpnia 2023 w Los Angeles) – kanadyjski muzyk rockowy, poeta, aktor, gitarzysta, autor piosenek, kompozytor muzyki filmowej, lider zespołu The Band. Uważany za jednego z czołowych gitarzystów w amerykańskiej muzyce rockowej.

## Życiorys
Urodził się w Toronto. Był Metysem – jego ojcem był Kanadyjczyk żydowskiego pochodzenia, zaś matka Indianką z plemienia Mohawk. Pierwsze kontakty Robertsona z muzyką rozpoczęły się jeszcze wtedy, gdy żył wraz z matką w rezerwacie indiańskim Six Nations Reservation (Irokezi). Nauczył się grać na gitarze i zaczął komponować piosenki. Początkowo zainteresowany był muzyką country, lecz ostatecznie zwrócił się w kierunku rocka, w szczególności folk rocka. Nie ukończywszy szkoły średniej, został zawodowym muzykiem.

### The Band
Początkowo został jednym z akompaniatorów Ronniego Hawkinsa, by następnie wraz z innymi muzykami jego grupy założyć zespół The Hawks, który po związaniu się z Bobem Dylanem zmienił nazwę na The Band. Grupa w czasie współpracy z Dylanem, jak i w następujących po tym dziesięcioleciach własnej twórczości, wykształciła unikalne brzmienie, stając się jedną z najbardziej wpływowych i znaczących grup rockowych. Słynny koncert kończący działalność grupy stał się wielkim wydarzeniem muzycznym, został sfilmowany przez Martina Scorsese i był wyświetlany w kinach jako „Ostatni walc” (The Last Waltz).

### Okres po The Band
Po rozwiązaniu grupy Robertson zajął się komponowaniem muzyki filmowej, głównie do Martina Scorsese. Był autorem ścieżek dźwiękowych do takich filmów jak między innymi: Wściekły Byk, Król komedii i Kolor pieniędzy. W 1987 zadebiutował jako muzyk solowy albumem Robbie Robertson, przy którym współpracował z kolegami z The Band i innymi znanymi muzykami: Peterem Gabrielem, U2, Gilem Evansem. W 1994 Robertson powrócił do swych korzeni, nagrywając płytę Music for the Native Americans z indiańską grupą Red Road Ensemble.
W 2003 został sklasyfikowany na 78. miejscu listy 100 najlepszych gitarzystów wszech czasów magazynu Rolling Stone.
W 2004 roku skomponował i zaśpiewał utwór Shine Your Light, wykorzystany w soundtracku do filmu Płonąca Pułapka (Ladder 49).
Jest laureatem przyznawanej przez prestiżową kanadyjską fundację tubylczą nagrody National Aboriginal Achievement Award.
Jako aktor zagrał m.in. w filmie Karnawał (tytuł oryg. Carny), do którego współtworzył scenariusz, muzykę oraz był jego producentem (lata 1979–1980).

## Dyskografia

### Albumy solowe
- Robbie Robertson (1987)
- Storyville (1991)
- Music for the Native Americans (1994)
- Contact from the Underworld of Red Boy (1998)
- How to Become Clairvoyant (2011)
- Sinematic (2019)[6]

### Ścieżki dźwiękowe
- Carny [Sound Track From the Motion Picture] (1980)[7]
- Killers of the Flower Moon [Soundtrack from the Apple Original Film] (2023)[8]

### Albumy z The Band
- Music from Big Pink (1968)
- The Band (1969)
- Stage Fright (1970)
- Cahoots (1971)
- Rock of Ages (1972)
- Moondog Matinee (1973)
- Northern Lights – Southern Cross (1975)
- Islands (1977)
- The Last Waltz (1978)
- Live at Watkins Glen (1995)

### Albumy z Bobem Dylanem i The Band
- Before the Flood (1974)
- Planet Waves (1974)
- The Basement Tapes (1975)
- The Bootleg Series Vol. 4: Bob Dylan Live 1966, The „Royal Albert Hall” Concert (1998)

## Udział przy realizacji filmów
- The Last Waltz (1978) (aktor/producent)
- Karnawał (1980) (aktor/scenarzysta/producent/kompozytor muzyki)
- Wściekły Byk (1980) (producent muzyki)
- Król komedii (1983) (producent muzyki)
- Kolor pieniędzy (1986) (muzyka)
- Poza prawem (1992) (piosenka Broken Arrow)
- Jimmy Hollywood (1994) (muzyka)
- Kasyno (1995) (udział przy tworzeniu muzyki)
- Obsesja (1995) (aktor – Roger)
- Fenomen (1996) (kompozytor muzyki)
- Dakota Exile (1996) (narrator)
- Podróż przedślubna (1999) (udział przy tworzeniu muzyki)
- Wilki (1999) (narrator)
- Męska gra (1999) (muzyka)
- The Life and Times of Robbie Robertson (2001)
- Gangi Nowego Jorku (2002) (producent wykonawczy muzyki)
- Skóry (2002) (scenarzysta)
- Jenifa (2004) (producent wykonawczy)
- Płonąca pułapka (2004) (piosenka Shine Your Light)
- Infiltracja (2006) (producent muzyki)
- Eric Clapton: Crossroads Guitar Festival 2007 (2007) (wykonawca)
- Mardik: From Baghdad to Hollywood (2008) (aktor)
- Wyspa tajemnic (2009) (nadzór muzyczny)

## Nagrody, pozycje na listach przebojów i rekordy
| Albumy na liście The Billboard 200 | Albumy na liście The Billboard 200     | Albumy na liście The Billboard 200 | Albumy na liście The Billboard 200 |
| Rok                                | Album                                  | pozycja                            |                                    |
| ---------------------------------- | -------------------------------------- | ---------------------------------- | ---------------------------------- |
| 1987                               | Robbie Robertson                       | 38                                 |                                    |
| 1991                               | Storyville                             | 69                                 |                                    |
| 1994                               | Music for the Native Americans         | 149                                |                                    |
| 1998                               | Contact from the Underworld of Red Boy | 119                                |                                    |